# Ittoqqortoormiit
Ittoqqortoormiit (daneză Scoresbysund) este o municipalitate din estul Groenlandei. Centrul administrativ este orașul cu același nume, dispus la coordonatele 70°31′N 22°00′V / 70.517°N 22.000°V, aproape de cel mai lung fiord din lume Kangertittivaq (daneză Scoresby Sund). Este una dintre cele mai izolate așezări din Groenlanda, câteva luni pe an deplasarea până la localitate fiind posibilă doar prin aer sau pe mare.
Se întinde de-a lungul Strâmtorii Danemarcei și a Mării Groenlandei. Zona este cunoscută datorită multitudinii animalelor sălbatice din zonă.